# Provinca Peravia
Peravia (španska izgovarjava: [peˈɾaβja])  je provinca Dominikanske republike. Njena prestolnica je mesto Baní. Pred 1. januarjem 2002 je bila del današnje province San José de Ocoa, objavljene statistike in zemljevidi pa so jo povečinoma povezovali s prejšnjo, obsežnejšo Peravio. Svoje ime je dobila po Peravijski dolini. Skupaj s provinco Azuo je znana po svojem suhem podnebju in po sipinah, ki obkrožajo njeno obalo. Ena izmed priljubljenih turističnih destinacij Peravie je obala Salinas ("Soline"), ki si je ta status pridobila šele nedavno ob izgradnji razvitega mesta s trgovinami in hoteli. 

## Občine in občinski okraji
Provinca je bila 20. junija 2006 razdeljena na naslednje občine in občinske okraje (D.M.-je):
| - Baní - Catalina (D.M.) - El Carretón (D.M.) - El Limonal (D.M.) - Matanzas (D.M.) - Paya (D.M.) - Sabana Buey (D.M.) - Villa Fundación (D.M.) - Villa Sombrero (D.M.) - Nizao - Pizarrete (D.M.) - Santana (D.M.) |

Spodnja tabela prikazuje števila prebivalstev občin in občinskih okrajev iz popisa prebivalstva leta 2012. Mestno prebivalstvo vključuje prebivalce sedežev občin/občinskih okrajev, podeželsko prebivalstvo pa prebivalce okrožij (Secciones) in sosesk (Parajes) zunaj okrožij.
| Občina           | Skupno  | Mestno prebivalstvo | Podeželsko prebivalstvo |
| ---------------- | ------- | ------------------- | ----------------------- |
| Baní             | 259,061 | 198,963             | 60,098                  |
| Nizao            | 39,686  | 10,548              | 29,138                  |
| Provinca Peravia | 298,747 | 209,511             | 89,236                  |

Za celoten seznam občin in občinskih okrajev države, glej Seznam občin Dominikanske republike.  